# Helius (Helius) quadrifidus
Helius (Helius) quadrifidus is een tweevleugelige uit de familie steltmuggen (Limoniidae). De soort komt voor in het Neotropisch gebied.